# Стоян Братоев
Стоян Братоев Иванов е български инженер. В продължение на 26 години – от 1999 до 2025 година – той е изпълнителен директор на „Метрополитен“ ЕАД, общинското предприятие, опериращо Софийското метро.

## Биография
Стоян Братоев е роден на 19 януари 1954 година в село Пресиян, Търговищко. През 1979 година завършва специалността „Тунели и метрополитен“ в Транспортния институт в Ленинград, след което започва работа в строителството на Софийското метро. През 1982 – 1985 година подготвя и защитава кандидатска дисертация в Ленинград. От 1999 година е директор на „Метрополитен“ ЕАД, общинското предприятие, управляващо Софийското метро. Той е професор и хоноруван преподавател в Минно-геоложкия университет.
През 2015 г. Стоян Братоев получава Орден „Стара планина“ I ст.
На 25 април 2025 г. Съветът на директорите на „Метрополитен“ ЕАД го отстранява от поста на изпълнителен директор поради здравословни проблеми, като това решение е критикувано от кмета Васил Терзиев и общински съветници от различни партии, сред които Ваня Григорова, Борис Бонев и Антон Хекимян.